# Cagayan de Oro
Die City of Cagayan de Oro (abgekürzt C. D. O. oder C. de O.) ist eine Stadt der ersten Kategorie in der Provinz Misamis Oriental in den Philippinen.
Im Dialekt Cebuano trägt sie den Namen Dakbayan sa Cagayan de Oro, in Tagalog wird sie als Lungsod ng Cagayan de Oro bezeichnet.
Sie ist das Handels- und Dienstleistungszentrum von Mindanao und zugleich die Hauptstadt der Provinz Misamis Oriental. Zudem ist sie das bedeutendste Bildungszentrum im Bezirk Northern Mindanao, der Region X.
Die Stadt wird oft als die „Goldene Stadt der Freundschaft“ bezeichnet.

## Namensherkunft
Man erzählt sich, der Name komme von dem Wort Cagaycay aus der Sprache der Bukidnon und bedeute, die Erde mit der bloßen Hand oder mit einem kleinen Stock zu rechen. Der Name bedeutet auch, Steine aus dem Fluss zu sieben oder Golderz am Hang oder in der Strömung zu rechen.
Am Cagayan River, in der Nähe von Cagayan de Oro, wurde in früherer Zeit immer wieder Gold gefunden, besonders in Tumpagon, Pigsag-an, Tuburan, Taglimao und anderen Gemeinden. Bevor die Spanier die Gegend erreichten, gab es viele Plätze, an denen die Erde auf der Suche nach dem Edelmetall durchrecht wurde.

## Geographie
Cagayan de Oro City befindet sich im zentralen Norden der Insel Mindanao.
Das Stadtgebiet ist im Osten durch die Gemeinde Tagoloan begrenzt, im Süden durch die Provinz Bukidnon und im Westen durch die Gemeinde Opol. Im Norden liegt die Bucht von Macajalar, einem Teil der Mindanaosee. Der Cagayan River teilt die Stadt in zwei Hälften, bevor er in die Mindanaosee mündet.

## Demographie und Sprache
Laut Volkszählung vom 1. August 2015 leben in der Stadt 675.950 Einwohner.
Cebuano oder Visayan ist die Hauptsprache der Stadt. Die meisten Einwohner von Cagayan de Oro sprechen zudem Tagalog und/oder Englisch.

## Barangays
Cagayan de Oro City ist politisch unterteilt in 80 Barangays (Ortsteile).
| - Agusan - Balulang - Bayabas - Bonbon - Bugo - Bulua - Camaman-an - Canitoan - Carmen - Consolacion - Cugman - Gusa - Iponan - Kauswagan - Lapasan - Lumbia - Macabalan - Macasandig - Nazareth - Patag | - Puerto - Puntod - Tablon - Baikingon - Balubal - Bayanga - Besigan - Dansolihon - F.S. Catanico - Indahag - Mambuaya - Pagalungan - Pagatpat - Pigsag-an - San Simon - Taglimao - Tagpangi - Tignapoloan - Tuburan - Tumpagon | - Barangay 01 - Barangay 02 - Barangay 03 - Barangay 04 - Barangay 05 - Barangay 06 - Barangay 07 - Barangay 08 - Barangay 09 - Barangay 10 - Barangay 11 - Barangay 12 - Barangay 13 - Barangay 14 - Barangay 15 - Barangay 16 - Barangay 17 - Barangay 18 - Barangay 19 - Barangay 20 | - Barangay 21 - Barangay 22 - Barangay 23 - Barangay 24 - Barangay 25 - Barangay 26 - Barangay 27 - Barangay 28 - Barangay 29 - Barangay 30 - Barangay 31 - Barangay 32 - Barangay 33 - Barangay 34 - Barangay 35 - Barangay 36 - Barangay 37 - Barangay 38 - Barangay 39 - Barangay 40 |

## Geschichte
Das Gebiet des heutigen Cagayan de Oro wurde bereits in der Zeit vor Christus durch Higaunons besetzt, später folgten Gruppen aus den Visayas.
Der ursprüngliche Name der Gegend war Kalambagohan. Die größte Siedlung hieß Himologan und war eine auf einem Hügel erbaute Festung, etwa acht Kilometer von der heutigen Innenstadt entfernt. Als die arabischen Missionare nach Mindanao kamen, wurde Kalambaguhan ein Teil des Sultanats von Tagoloan. In Kalambaguhan lebte zu dieser Zeit die Volksgruppe der Bukidnons, die sich entlang den Flussufern des Kalambaguhan Rivers angesiedelt hatten.
Mitte des 17. Jahrhunderts überfiel Sultan Kudarat den Ort. Datu Salangsang, der Organisator der Verteidigung, ließ die Bewohner der Gegend in die Hügel von Huluga flüchten. 1622 schlug Fray Agustin de San Pedro die Kämpfer aus Maguindanao erfolgreich zurück und überredete die Menschen, zu ihren Siedlungen nach Kalambaguhan zurückzukehren, da er ihnen Schutz durch die spanische Kolonialmacht versprach.
Um 1738 etablierten sich die Spanier in der Region um Cagayan, und als Misamis 1883 den Status einer Provinz erhielt, wurde aus einem der vier Distrikte Partidos de Cagayan.
Da sich der Islam in dem Gebiet um Cagayan nie durchsetzte, konnte die Bevölkerung schnell vom Christentum überzeugt werden. Um 1845 wurde die erste Steinkirche errichtet, an der Stelle, wo sich heute die San Agustin Metropolitan Cathedral erhebt. Die Kathedrale wurde während der amerikanischen Befreiung im Jahre 1945 zerstört und unter Erzbischof James T. G. Hayes rekonstruiert. Papst Pius XII. erhob die Diözese von Cagayan zur ersten katholischen Erzdiözese in Mindanao.
1871 wurde Cagayan zu einem Dorf und zu der Hauptstadt der Provinz Misamis. 1883 richtete man in dem Ort den Sitz der spanischen Regierung in Mindanao ein. Diese war zuständig für die Gebiete der heutigen Provinzen Misamis Occidental, Bukidnon und Lanao del Norte. In diesem Zuge wandelte sich die Ortschaft mit der Zeit zu einem Handelszentrum.
Während des Spanisch-Amerikanischen Krieges kämpften Revolutionäre an der Seite der Amerikaner, zum Beispiel in der Schlacht von Cagayan am 7. April 1900 und in der Schlacht von Macahambus am 4. Juni 1900. Nach der japanischen Invasion 1942 wurde Cagayan besetzt und viele Häuser niedergebrannt. 1945 wurde Cagayan von den Amerikanern wieder befreit.
Am 15. Juni 1950 wurde aus der Ortschaft Cagayan de Misamis, durch den Republic Act Nr. 521, eine beurkundete Stadt mit dem neuen Namen Cagayan de Oro. Sie gilt seither als eine der friedlichsten und aufstrebendsten Städte des gesamten Archipels.
Durch den tropischen Wirbelsturm Washi und die damit verbundenen starken Regenfälle kam es in der Nacht vom 16. auf den 17. Dezember 2011 zu Sturzfluten, die viele Bewohner im Schlaf überraschten und die zu mehreren hundert Todesopfern, auch in der Nachbarstadt Iligan City, führten.

## Klima
Regenfälle können das ganze Jahr über auftreten. Die durchschnittliche monatliche Regenmenge im Stadtgebiet beträgt 182,25 mm.
Mit etwa 16 Regentagen ist das Stadtgebiet von Cagayan de Oro daher eher als trocken zu bezeichnen.
Die Durchschnittstemperatur liegt bei 26,5 °C. Der heißeste Monat ist der Juli, der kühlste der Februar.

## Städtepartnerschaften
- Lawndale, Vereinigte Staaten, seit 1986
- Tainan, Republik China, seit 2005
- Harbin, Volksrepublik China, seit 2007
- Norfolk, Vereinigte Staaten, seit 2008

## Bildungseinrichtungen
- Xavier University - Ateneo de Cagayan
- Liceo de Cagayan University
- Mindanao University of Science and Technology
- Bukidnon State University

## Sehenswürdigkeiten

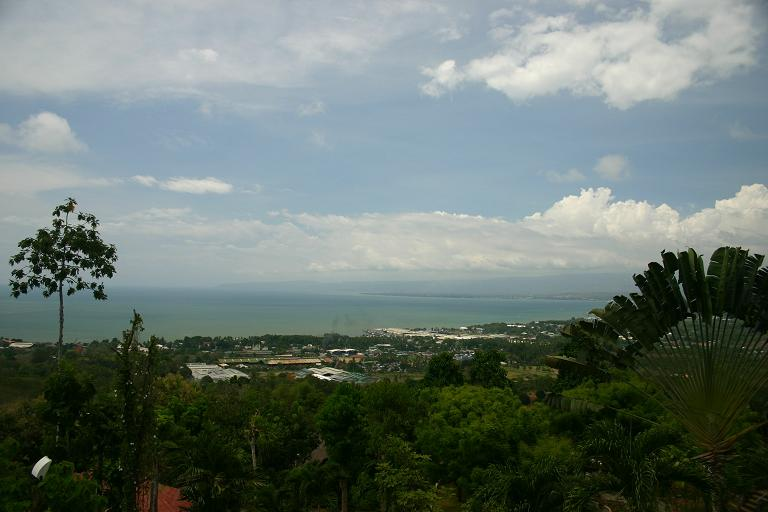
Aussicht von Malasag Eco-Tourism Village

- Die Macahambus-Höhle und die Klamm
- Whitewater Rafting entlang des Cagayan de Oro Rivers
- Die Saint Augustine Metropolitan Cathedral, Heimatstätte der Erzdiözese von Cagayan de Oro
- Der Gaston-Park
- Die Catanico Falls
- Das La-Castilla-Museum
- Der Mapawa-Naturpark
- Gardens of Malasag, ein Öko-Tourismusdorf
- Das Kagay-an-Resort
- Der Bonifacio-Park
- Die Huluga-Höhlen, in der die Skelettfragmente eines Kindes und einer Frau aus dem Jahr 377 v. Chr. gefunden wurden

## Söhne und Töchter der Stadt
- Honesto Chaves Pacana (1933–2024), Ordensgeistlicher, römisch-katholischer Bischof von Malaybalay
- Aquilino Pimentel III (* 1964), Politiker
- Francis Alcantara (* 1992), Tennisspieler
- Alexis Toylo (* 1992), Dartspieler
- Jeremiah Borlongan (* 1998), Fußballspieler